# Back Door Men
Back Door Men è il secondo album dei The Shadows of Knight, pubblicato dalla Dunwich Records nell'ottobre del 1966.

## Tracce
Lato A
1. Bad Little Woman – 2:33 (Brian Rosbotham, Herbie Armstrong, Rod Demick, Tito Tinsley, Victor Catling)
2. Gospel Zone – 3:15 (Tom Schiffour)
3. The Behemoth – 2:31 (Harry Pye)
4. Three for Love – 2:33 (Joe Kelley)
5. Hey Joe – 5:20 (Dino Valenti)

Durata totale: 16:12
Lato B
1. I'll Make You Sorry – 2:42 (Joe Kelley)
2. Peepin' and Hidin' – 3:02 (Jimmy Reed)
3. Tomorrow's Going to Be Another Day – 2:20 (Tommy Boyce)
4. New York Bullseye – 2:41 (Harry Pye)
5. High Blood Pressure – 3:30 (Huey Smith, John Vincent)
6. Spoonful – 2:56 (Willie Dixon)

Durata totale: 17:11
Edizione CD del 1998, pubblicato dalla Sundazed Music Records (SC 6156)
1. Bad Little Woman – 2:34 (Tito Tinsley, Victor Catling, Rod Demick, Herbie Armstrong, Brian Rosbotham)
2. Gospel Zone – 3:16 (Tom Schiffour)
3. The Behemoth – 2:31 (Harry Pye)
4. Three for Love – 2:34 (Joe Kelley)
5. Hey Joe – 5:39 (Dino Valenti)
6. I'll Make You Sorry – 2:39 (Joe Kelley)
7. Peepin' and Hidin' – 2:58 (Jimmy Reed)
8. Tomorrow's Going to Be Another Day – 2:20 (Tommy Boyce)
9. New York Bullseye – 2:40 (Harry Pye)
10. High Blood Pressure – 3:35 (Huey Smith, John Vincent)
11. Spoonful – 2:54 (Willie Dixon)
12. Gospel Zone – 3:17 (Tom Schiffour) – Bonus Track - Single Version
13. Willie Jean – 2:47 (Tradizionale, arrangiamento di Harry Pye) – Bonus Track - Single
14. I'm Gonna Make You Mine – 2:30 (Carole Bayer, Bill Carr, Carl D'Errico) – Bonus Track - Single

Durata totale: 42:14

## Formazione
- Jim Sohns - voce, tamburello, maracas
- Joe Kelley - chitarra solista, armonica (blues harp)
- Jerry McGeorge - chitarra ritmica, chitarra feedback
- Warren Rogers - basso
- Tom Schiffour - batteria

Musicista aggiunto
- The Hawk (David James Wolinski) - organo, pianoforte (brani: Bad Little Woman, Hey Joe, Peepin' and Hidin' e Tomorrow's Going to Be Another Day)[1]